# Livonia (Indiana)
Livonia és una població dels Estats Units a l'estat d'Indiana. Segons el cens del 2000 tenia 112 habitants.

## Demografia
Segons el cens del 2000, Livonia tenia 112 habitants, 45 habitatges, i 31 famílies. La densitat de població era de 41,6 habitants/km².
Dels 45 habitatges en un 15,6% hi vivien nens de menys de 18 anys, en un 57,8% hi vivien parelles casades, en un 11,1% dones solteres, i en un 31,1% no eren unitats familiars. En el 20% dels habitatges hi vivien persones soles el 6,7% de les quals corresponia a persones de 65 anys o més que vivien soles. El nombre mitjà de persones vivint en cada habitatge era de 2,49 i el nombre mitjà de persones que vivien en cada família era de 2,87.
Per edats la població es repartia de la següent manera: un 17,9% tenia menys de 18 anys, un 8,9% entre 18 i 24, un 27,7% entre 25 i 44, un 33% de 45 a 60 i un 12,5% 65 anys o més.
L'edat mediana era de 42 anys. Per cada 100 dones de 18 o més anys hi havia 95,7 homes.
La renda mediana per habitatge era de 32.321 $ i la renda mediana per família de 36.250 $. Els homes tenien una renda mediana de 30.833 $ mentre que les dones 22.500 $. La renda per capita de la població era de 14.233 $. Entorn del 8,3% de les famílies i l'11,2% de la població estaven per davall del llindar de pobresa.

## Poblacions més properes
El següent diagrama mostra les poblacions més properes.